# 帕那苏斯山
《帕那苏斯山》（義大利語：Il Parnaso）是意大利文艺复兴全盛期大师拉斐尔创作的一幅湿壁画，位于梵蒂冈宗座宫殿内的拉斐尔房间签字厅（Stanza della Segnatura）的北墙上，由教宗儒略二世订制。它可能是签字厅的第二幅壁画，绘于1509年至1511年，晚于西墙上的《圣礼的争辩》，而早于东墙上的《雅典学院》。
整个签字厅表现人类知识的四大领域：哲学、宗教、诗歌和法律，其中《帕那苏斯山》表现诗歌。这幅湿壁画描绘神话中的帕纳塞斯山，那里是阿波罗的住所；他位于画面的中心，演奏着乐器（是当时的乐器，而非古代的里拉琴），周围环绕着九位缪斯、九位古代诗人，以及九位当时的诗人。阿波罗，与掌管史诗的缪斯卡利俄佩，一起带给诗人灵感。
拉斐尔将1506年出土，收藏在梵蒂冈的古代雕塑《拉奥孔与儿子们》中拉奥孔的脸，画在荷马的脸上（中间左侧穿深蓝色长袍者），表现为失明而不是痛苦。 据说湿壁画中的两位女性人物欧忒耳佩和莎孚，让人想起米开朗基罗的《创造亚当》。莎孚是其中唯一的女诗人，这样就不会与缪斯混淆；她是后加上去的人物，没有出现在马坎托尼奥·雷蒙迪记录这幅湿壁画的印刷品中。

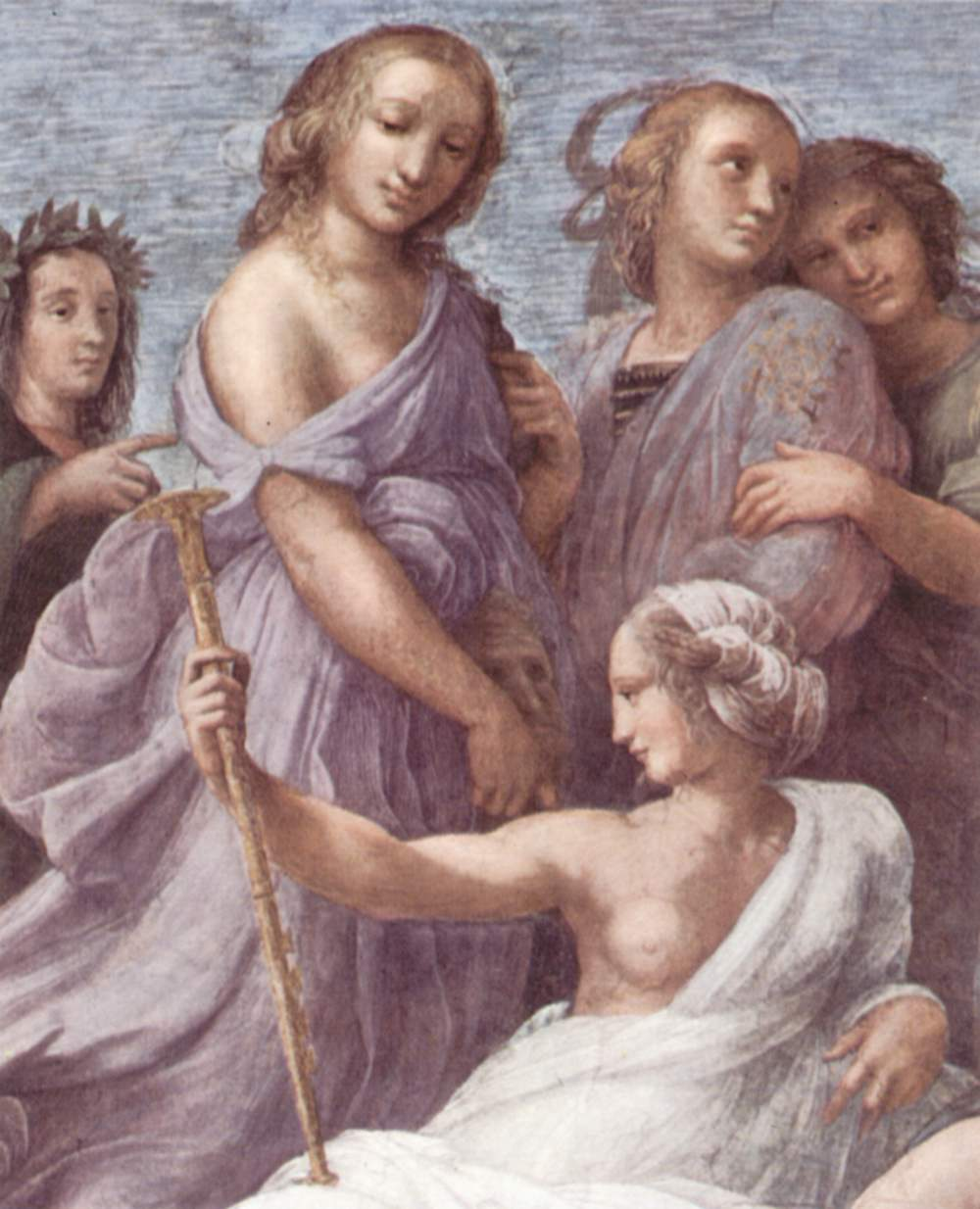
斯塔提乌斯、塔利亚、克利俄、欧忒耳佩和卡利俄佩
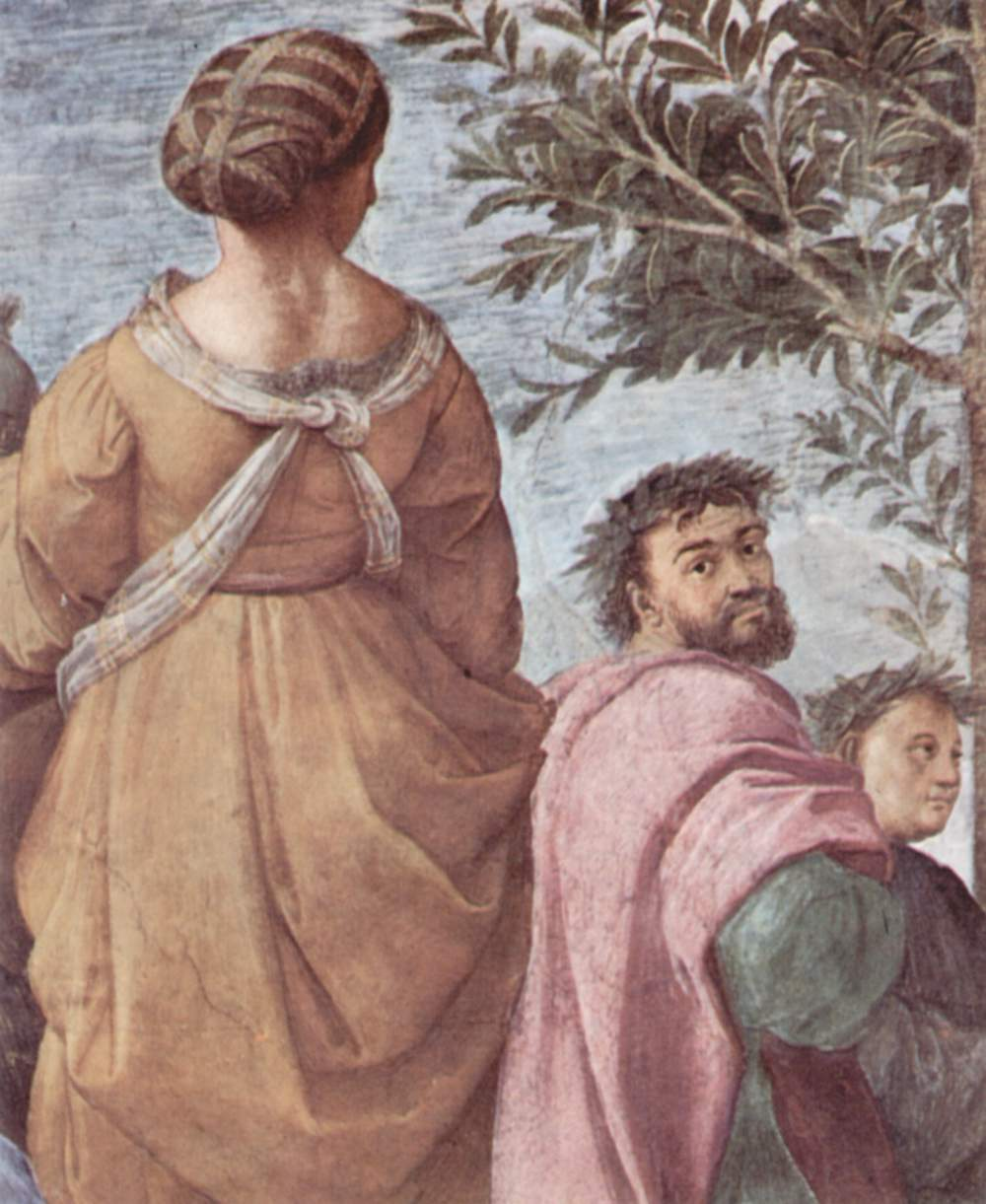
厄剌托、阿里奥斯托和乔万尼·薄伽丘
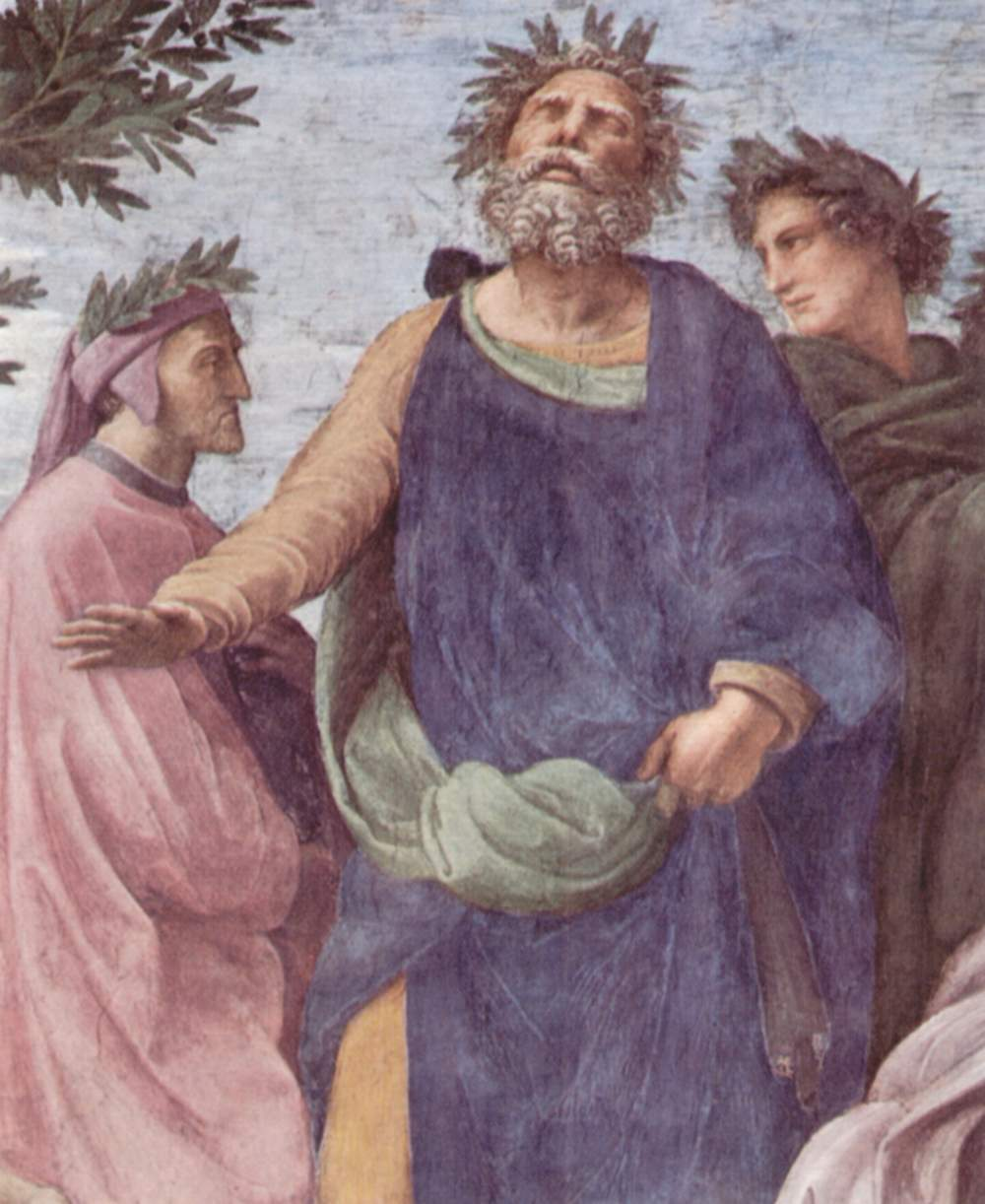
但丁、荷马和维吉尔
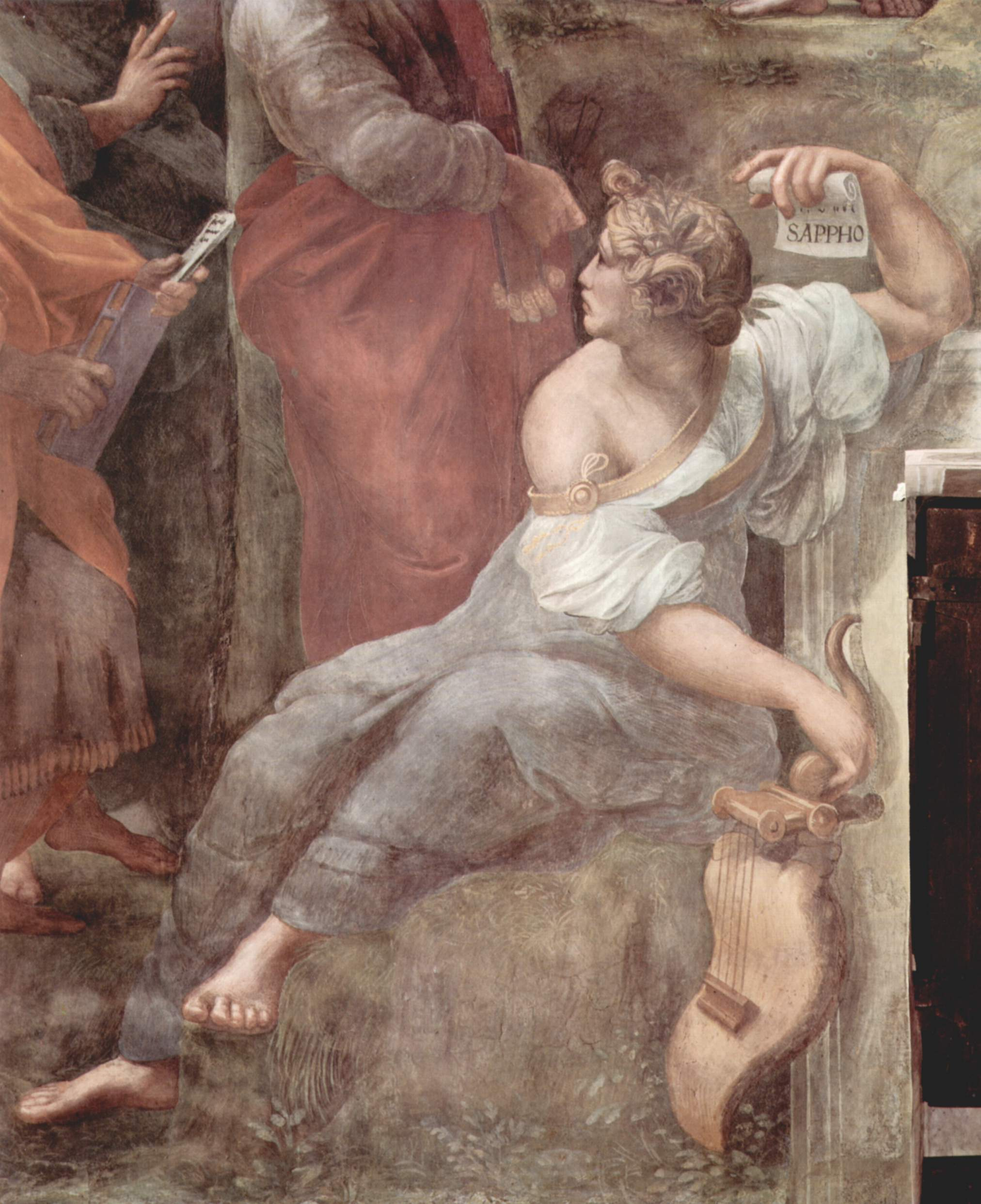
莎孚
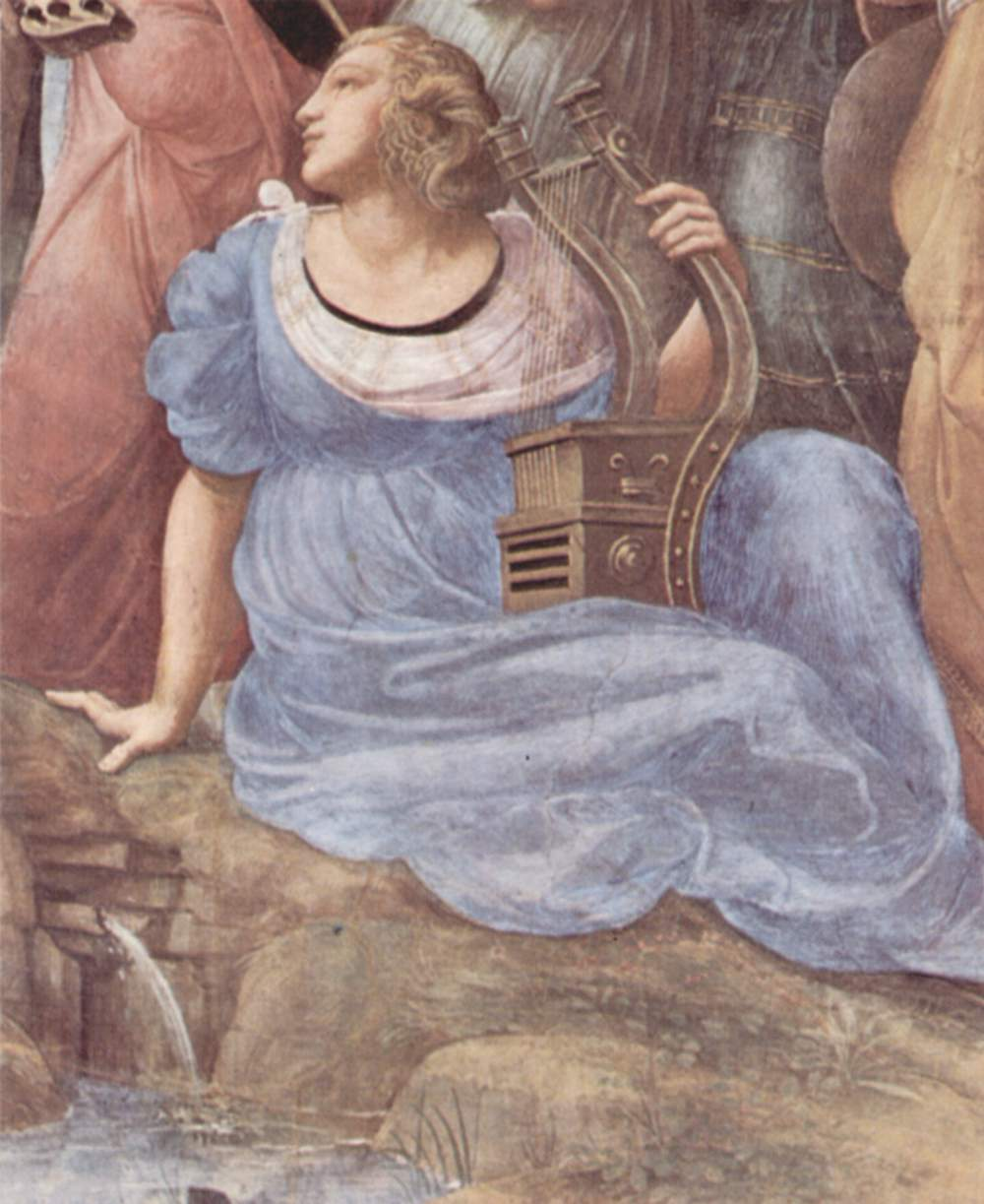
忒耳普西科瑞
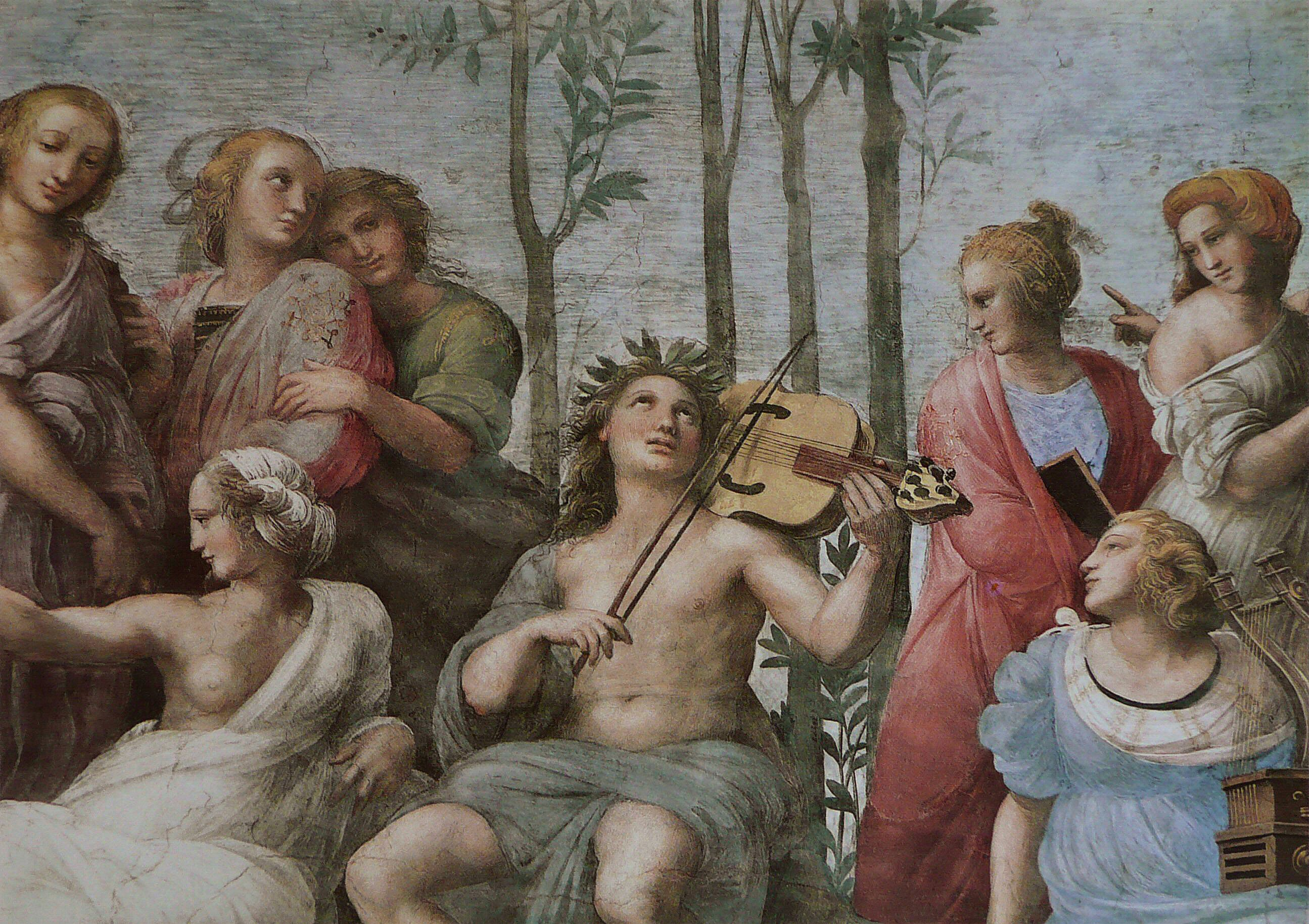
阿波罗